# Павлов, Владимир Петрович (математик)
Владимир Петрович Павлов (род. 11 мая 1937 года) — российский математик, доктор физико-математических наук (1979), профессор.

## Биография
Окончил школу № 127 г. Москвы (1954), физический факультет МГУ (1960) и аспирантуру Математического института им. В. А. Стеклова АН СССР (МИАН), научный руководитель — академик Н. Н. Боголюбов.
Диссертации:
- кандидатская (1963) — «Аналитические свойства амплитуд неупругих процессов».
- докторская (1979) — тему «Многочастичные процессы в аксиоматическом методе Боголюбова».

С 1963 по настоящее время — сотрудник Отдела теоретической физики МИАН (МИРАН). Также преподаёт и ведёт научную работу в Высшем химическом колледже РАН при РХТУ им. Д. И. Менделеева. Профессор.
Основные темы исследований:
- теория возмущений в аксиоматическом подходе Боголюбова
- методы комплексного анализа в квантовой теории поля,
- дифференциально-геометрический подход к неголономной механике,
- геодинамика.

## Публикации
Полный список публикаций http://www.mi-ras.ru/index.php?c=pubs&id=18141&showmode=years&showall=show&l=0
Наиболее цитируемые:
- Б. В. Медведев, В. П. Павлов, М. К. Поливанов, А. Д. Суханов, «Метод расширенной SS-матрицы в квантовой теории поля», Теоретическая и математическая физика, 13:1 (1972), 3-40
- V. P. Pavlov, A. D. Polivanov, «Analytic structure of amplitude 3→33→3», Proceedings of the International Conference on Operator Algebras, Ideals, and their Applications in Theoretical Physics (Leipzig, 1977), Teubner, Leipzig, 1978, 164—176
- В. П. Павлов, «Скобка Дирака», ТМФ, 92:3 (1992), 451—456
- Б. В. Левин, В. П. Павлов, «Теоретико-полевой метод восстановления тензора напряжений в Земле с подвижным ядром», ТМФ, 128:3 (2001), 439—445
- В. П. Павлов, «Теоретико-полевой подход к динамике сплошной среды: теория возмущений», ТМФ, 141:1 (2004), 113—130
- В. П. Павлов, В. М. Сергеев, «Термодинамика с точки зрения дифференциальной геометрии», ТМФ, 157:1 (2008), 141—148.